# Фільтр нижньої порожнистої вени
Фільтр нижньої порожнистої вени (кава-фільтр; англ. Inferior vena cava filter) — медичний прилад, тип судинного фільтра, що імплантується інтервенційними радіологами або судинними хірургами в нижню порожнисту вену (НПВ) задля запобігання загрозливої для життя тромбоемболії легеневої артерії (ТЕЛА). Ефективність і безпеку кава-фільтрів досі чітко не встановлено, а загалом — їхнє застосування рекомендують лише у випадках високого ризику ТЕЛА. Встановлення кава-фільтру не є альтернативою консервативному (медикаментозному) лікуванню венозного тромбоемболізму (ВТЕ). Встановлення фільтра НПВ рекомендоване в пацієнтів з високим ризиком розвитку клінічно значимої ТЕЛА з неможливістю проведення адекватної антикоагулянтної терапії.
На сьогодні було проведене лише одне рандомізоване контрольоване випробування фільтрів НПВ. Це дослідження показало, що кава-фільтри зменшили інцидентність ТЕЛА, але підвищили частоту тромбозу глибоких вен (ТГВ). Упродовж дослідження усі пацієнти одержували антикоагулянтну терапію. Результати досліджень PREPIC та інших показало довгострокові ускладнення від фільтрів НПВ, що призвело до появи знімних кава-фільтрів. УПМ схвалила перші знімні фільтри нижньої порожнистої вени в 2003 та 2004 роках.
2012 року Американська колегія торакальних хірургів почала рекомендувати фільтри НПВ для пацієнтів із протипоказами для антикоагулянтної терапії, що мають гостру ТЕЛА або гострий проксимальний (вище коліна) тромбоз глибоких вен.